# Marcillat-en-Combraille

Marcillat-en-Combraille este o comună în departamentul Allier din centrul Franței. În 1 ianuarie 2022 avea o populație de 907 de locuitori.